# Piergianni Farina
Piergianni Farina (* 8. Juni 1959 in Bassano del Grappa) ist ein ehemaliger italienischer Rugbyspieler. Er nahm 1987 mit der italienischen Rugby-Union-Nationalmannschaft an der Rugby-Union-Weltmeisterschaft teil.